# Bahnbrücken
Bahnbrücken (südfränkisch: Bobrigga) ist ein Stadtteil von Kraichtal im Landkreis Karlsruhe im nordwestlichen Baden-Württemberg. Bahnbrücken liegt in der Hügellandschaft des Kraichgaus. Die Gemarkungsfläche beträgt 357 ha.

## Geschichte
Im Jahr 1219 erstmals als Banbrugken erwähnt (weitere Schreibweisen: 1301 Banbruggen, 1635 Beinbrück), gehörte der Ort anfangs den Grafen von Eberstein (siehe Gochsheim) und kam ab 1278 an das Zisterzienserkloster Herrenalb. Mit diesem kam der Ort ab 1338 unter württembergische Herrschaft und gehörte zur Pflege Derdingen (siehe Amthof Oberderdingen). 1806 wurde es durch den Tausch- und Epurationsvertrag dem Großherzogtum Baden zugeteilt. Von 1807 bis 1813 gehörte der Ort zum Oberamt Gochsheim, dann zum Bezirksamt Bretten und ab 1936 zum Bezirksamt Bruchsal.
Am 1. September 1971 vereinigte sich Bahnbrücken mit den Städten Gochsheim und Unteröwisheim sowie den Gemeinden Landshausen, Menzingen, Münzesheim, Neuenbürg, Oberacker und Oberöwisheim zur neuen Stadt Kraichtal und kam mit dieser bei der Kreisreform 1973 zum heutigen Landkreis Karlsruhe.
2010 hatte Bahnbrücken 676 Einwohner.

## Wappen
Das ehemalige Wappen von Bahnbrücken zeigt in Schwarz einen goldenen Schwimmfuß.

## Sehenswürdigkeiten

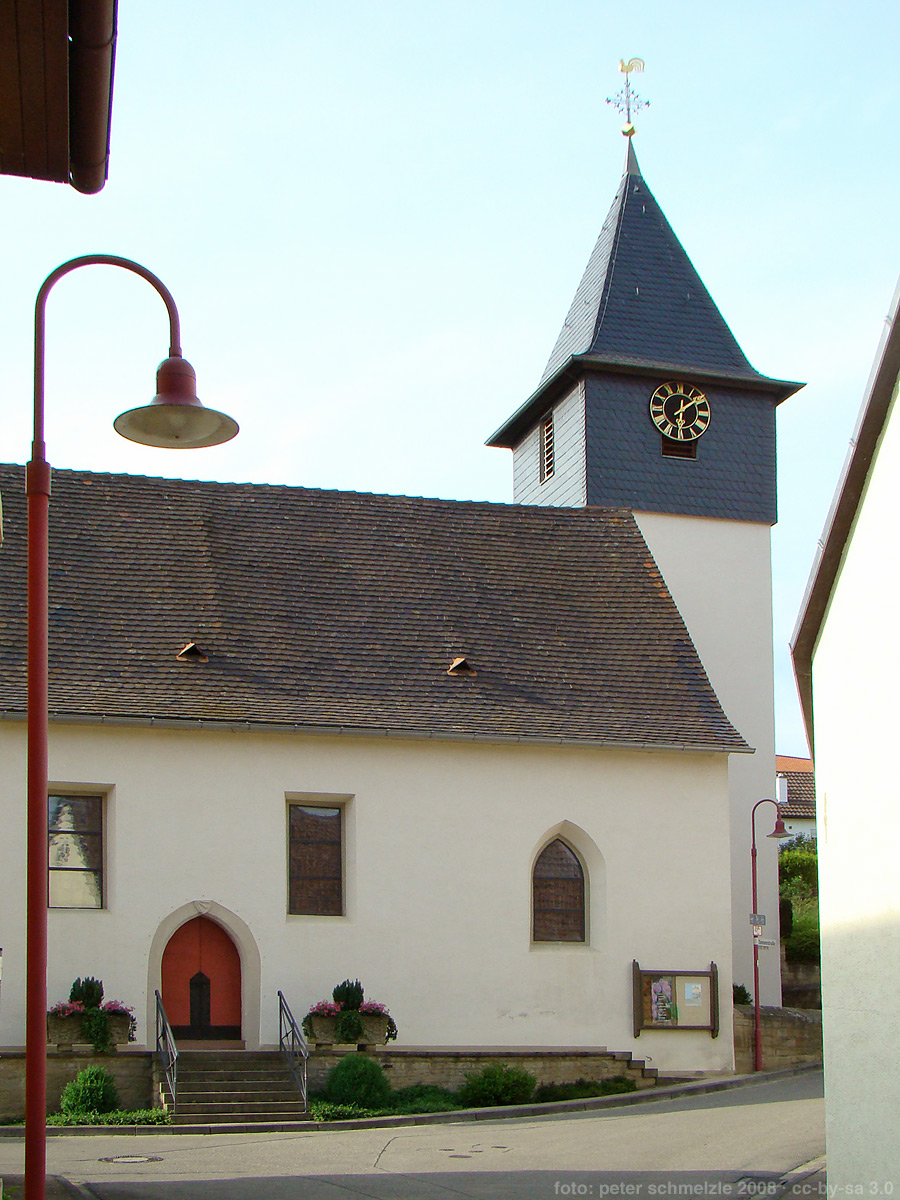
Sebastianskirche in Bahnbrücken

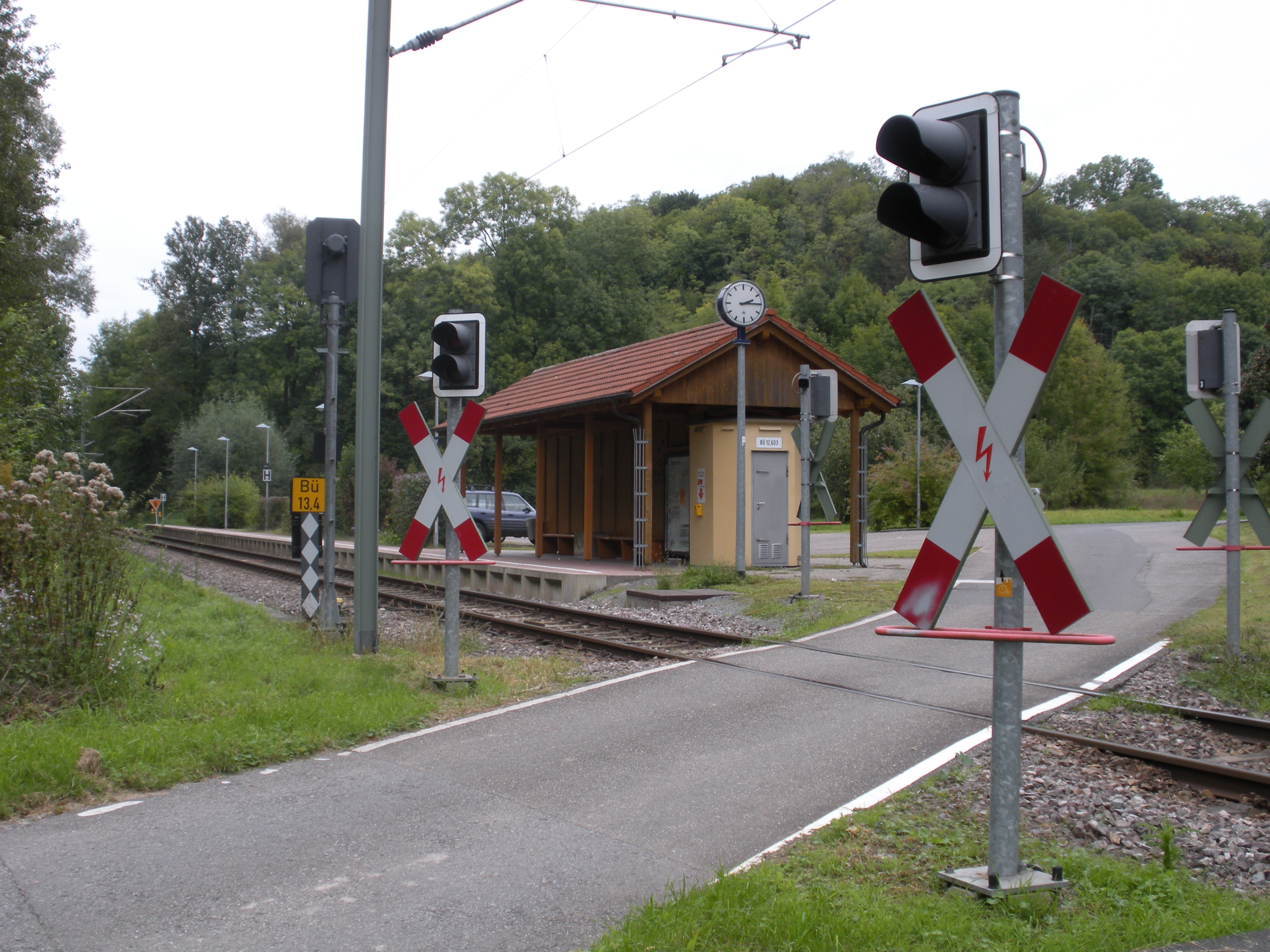
Stadtbahnhaltestelle mit Bahnübergang in Bahnbrücken

Die evangelische Sebastianskirche geht auf eine Kapelle aus dem 15. Jahrhundert zurück und wurde im 18. Jahrhundert erweitert und 1929 zu ihrer heutigen Gestalt umgebaut. In ihrem Inneren sind historische Wandmalereien erhalten.
Zu den ortsbildprägenden oder historischen Bauten zählen außerdem das Rathaus mit dem Dorfbrunnen, ein alter Tabakschuppen mit davor befindlichem Pumpwerk von 1929 sowie die ehemalige Kelter.

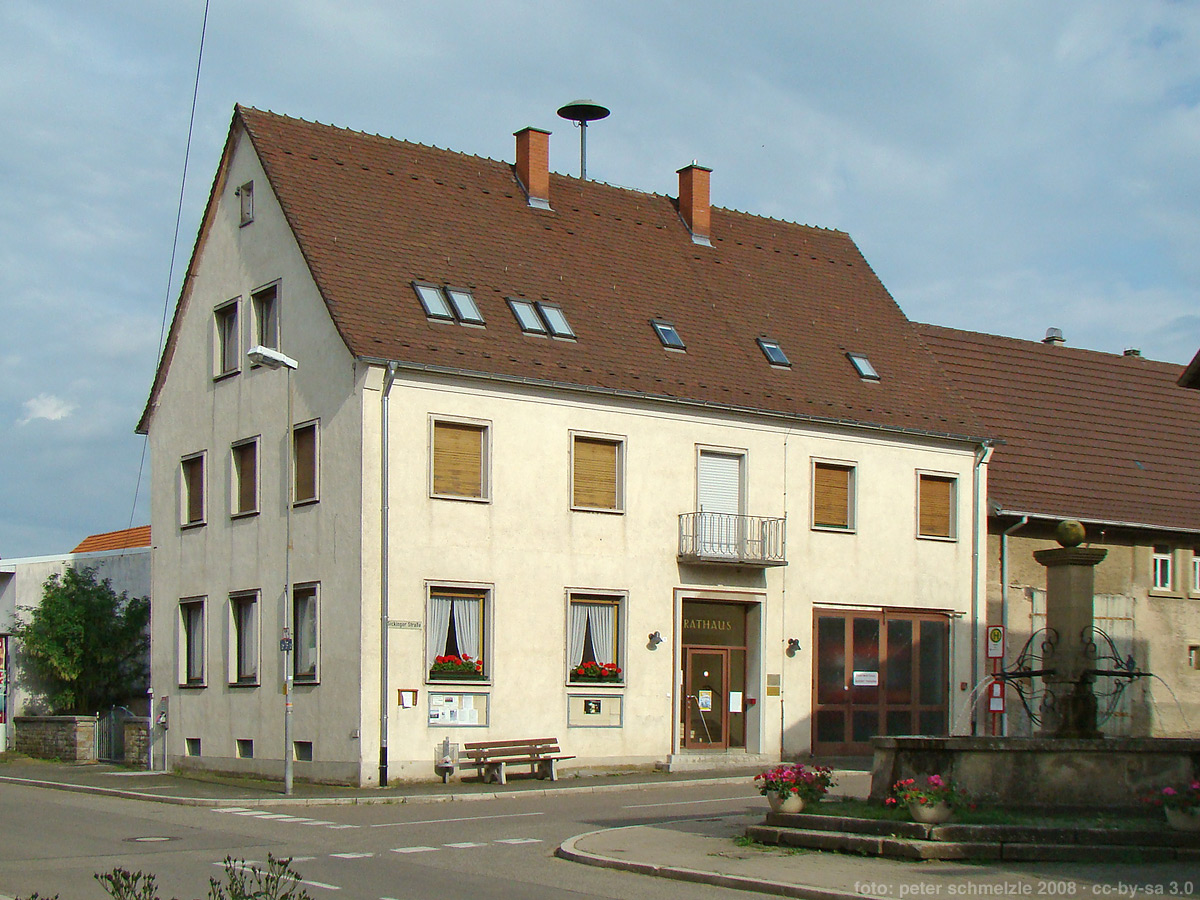
Rathaus mit Brunnen
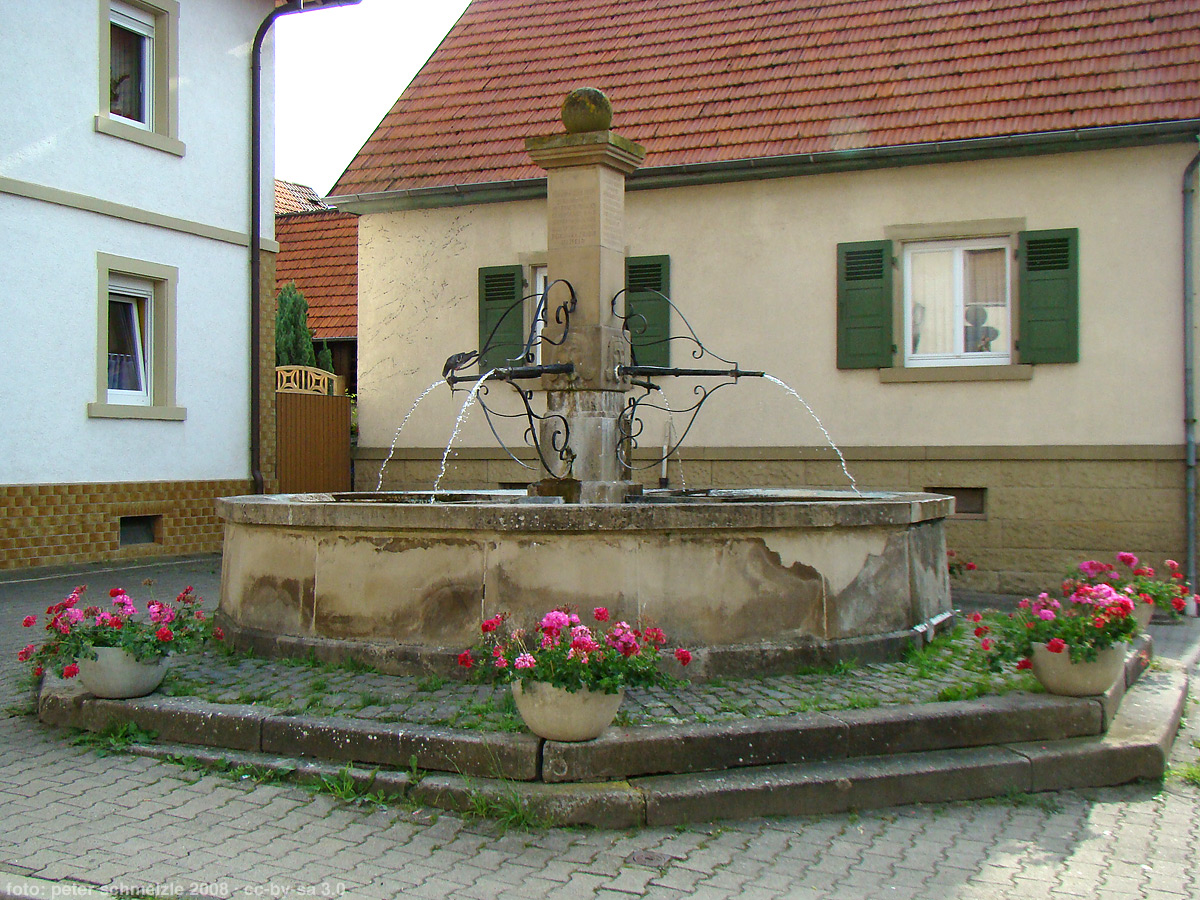
Dorfbrunnen
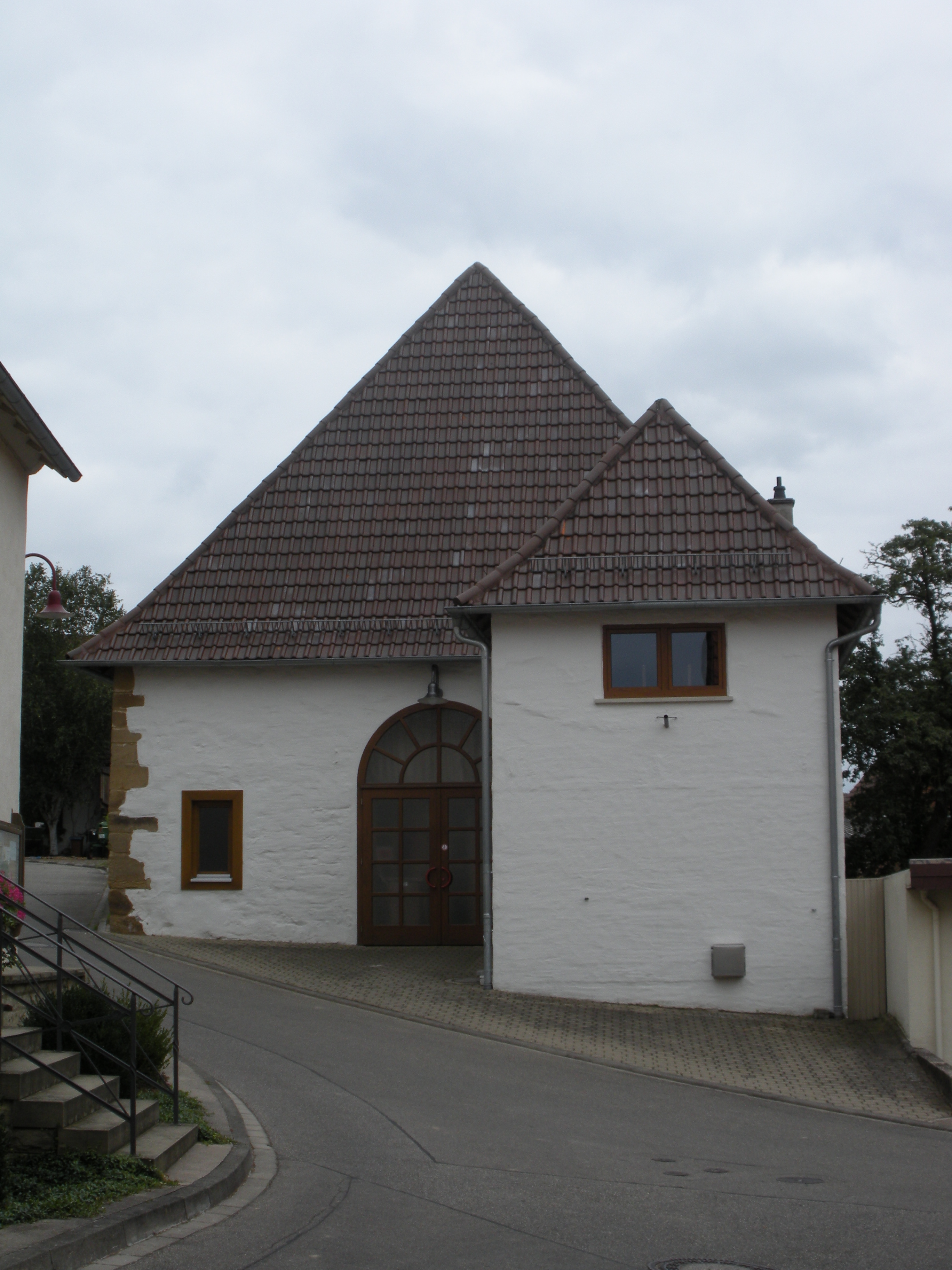
Ehemalige Kelter

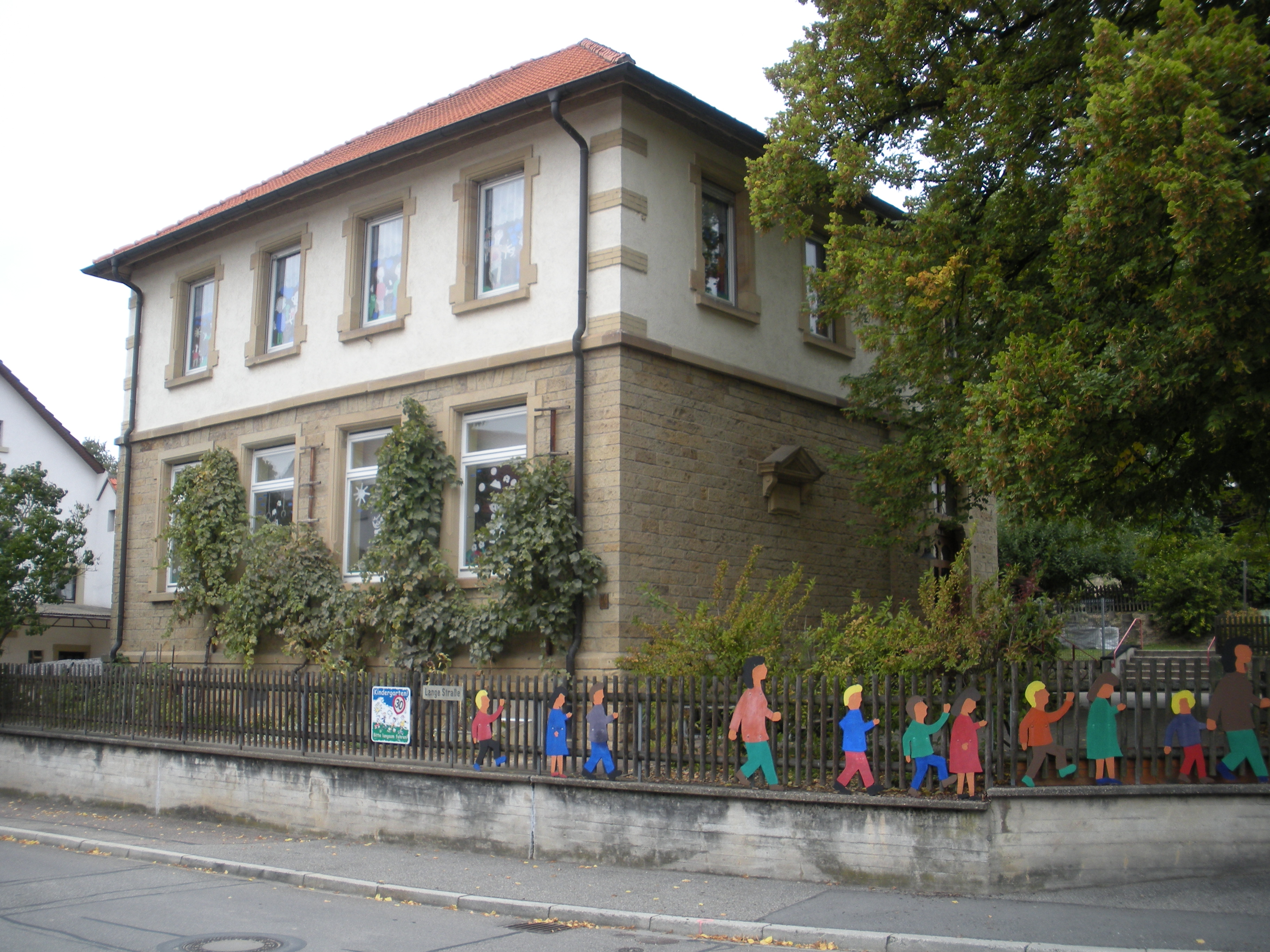
Ehemaliges Schulhaus (jetzt Kindergarten)
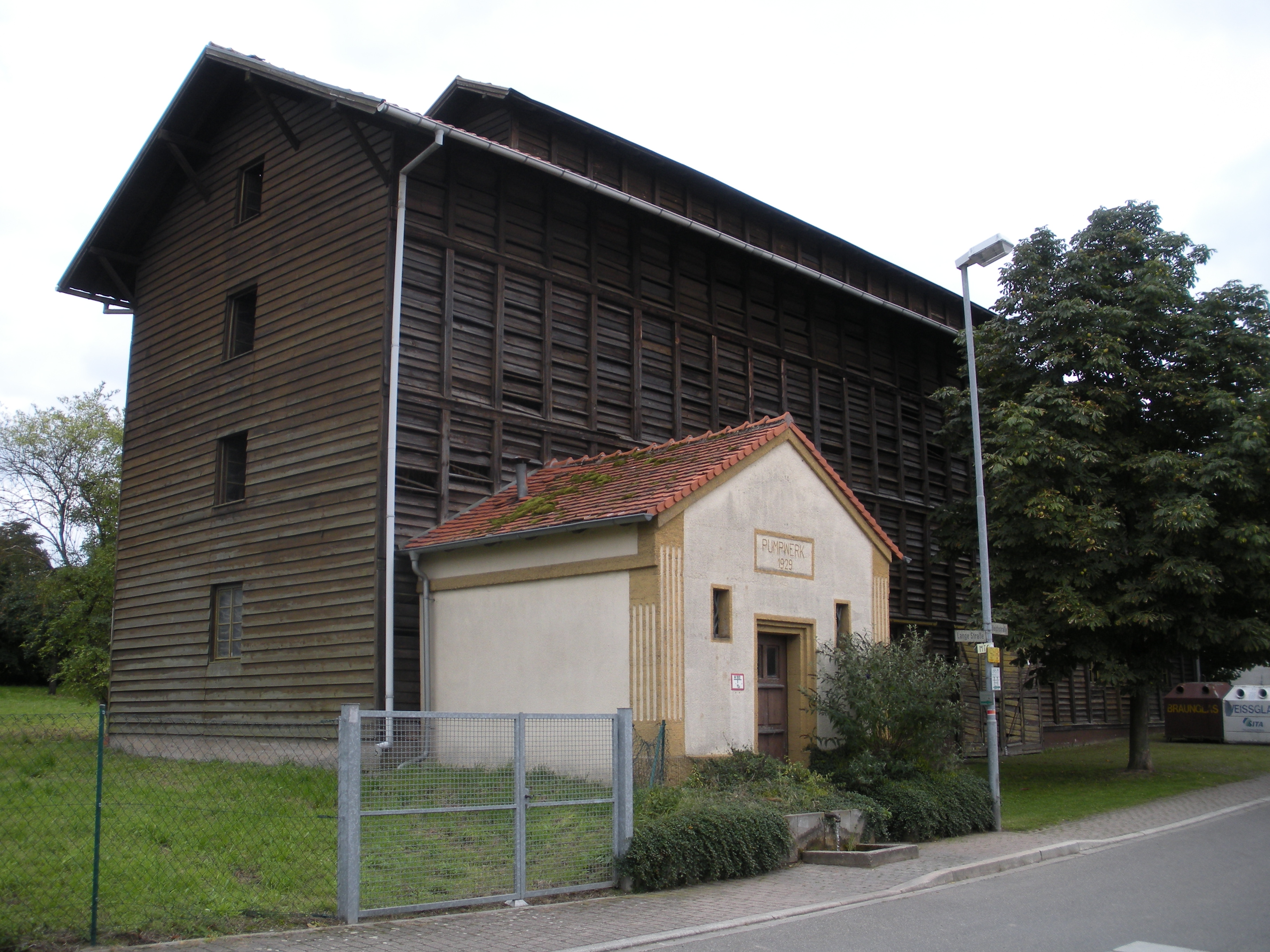
Tabakschuppen mit Pumpwerk
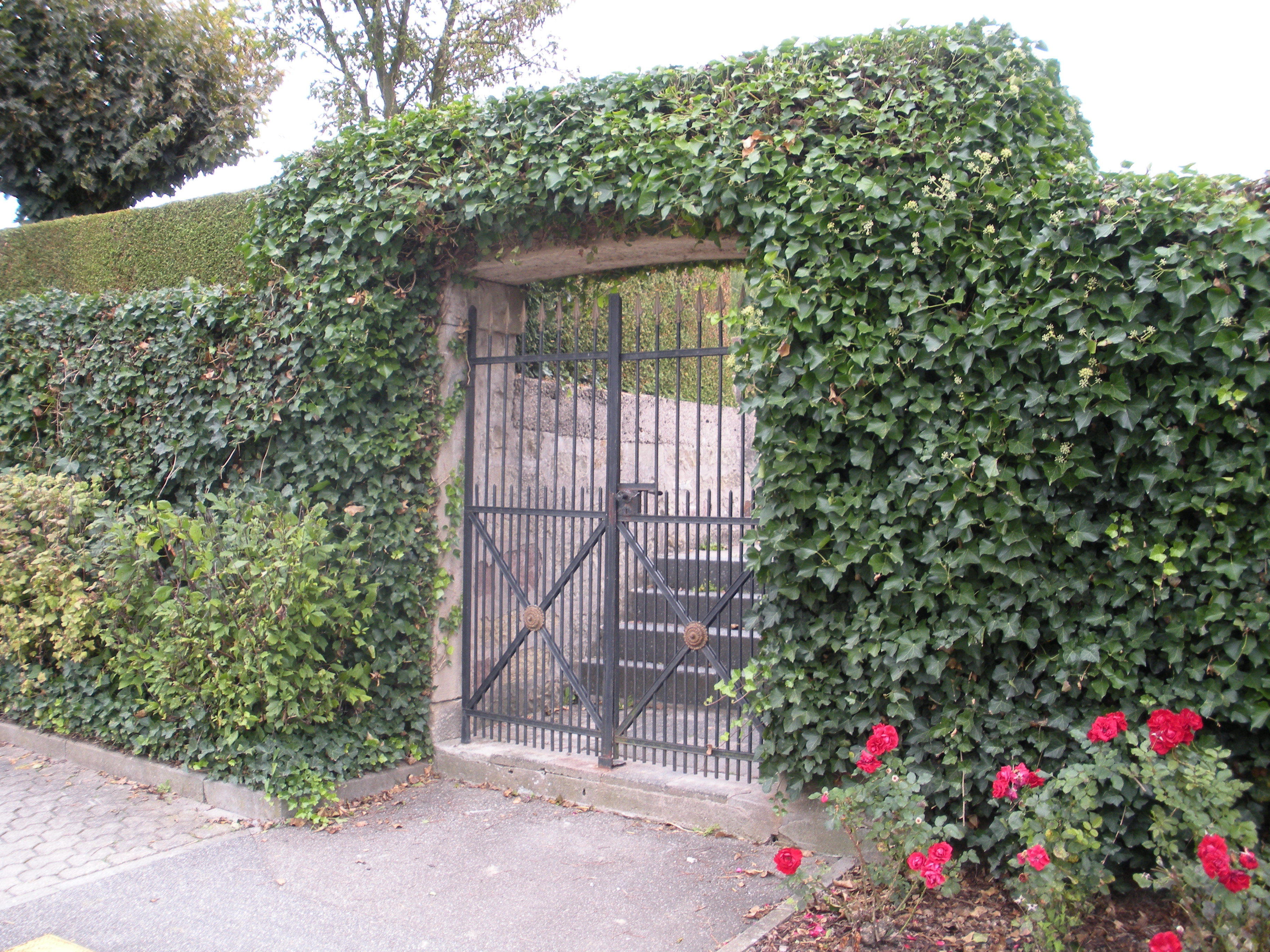
Friedhofstor

## Verkehr
Der Haltepunkt Bahnbrücken liegt an der Kraichtalbahn und liegt rund einen Kilometer westlich des eigentlichen Ortes. Hier verkehren Züge der Stadtbahn Karlsruhe.